# Испанский язык в Мексике

10 вариантов мексиканского испанского:
Северо-восточный
Северо-западный
Нижнекалифорнийский
Западный
Нижний
Центральный
Южный
Прибрежный
Центральноамериканский
Юкатанский

Испанский язык в Мексике (исп. Español mexicano) — группа наречий, диалектов и социолектов, составляющих особый языковой вариант испанского языка в Мексике и опирающихся на языковую норму мексиканской столицы — города Мехико, которая является литературным стандартом этого варианта. Испанский язык большинства других регионов страны довольно близок к столичной норме, за исключением особых диалектов Юкатана (юкатанский испанский, опирающийся на карибский испанский) и Чьяпаса (центральноамериканский испанский). Мексиканский испанский (а также различные диалекты внутри него) является родным языком примерно для 125 миллионов человек (из которых свыше 100 миллионов проживают в Мексике и около 25 миллионов в США, в основном в приграничных Техасе, Калифорнии, Аризоне, Нью-Мексико и т. д.). 
В Мексике этот вариант испанского языка является единственным официальным на федеральном уровне и одним из официальных (наряду с многими индейскими языками) на уровне штатов. Мексиканский испанский также является основой для испанского языка в США (см. испанский язык в США), широко используемого в СМИ (каналы Унивисьон, Телемундо и др.), образовании и т. д. Кроме того, мексиканский испанский — самый распространённый языковой вариант испанского языка, так как он является родным для большинства мексиканцев, составляющих порядка 29 % всех носителей испанского в мире. Основные особенности испанского языка в Мексике — чёткость произнесения согласных (особенно d и s), близость к классическому стандартному испанскому языку XVI—XVII веков при сильном влиянии автохтонных языков в области лексики.

## История
До XVI века территория современной Мексики была заселена довольно многочисленными индейскими племенами, говорившими на нескольких десятках языков, самыми распространёнными из которых были: навахо на севере, языки майя, науатль в центре и многие другие, которые оказали существенное субстратное влияние на испанский язык, на котором поначалу говорила лишь небольшая, но элитная прослойка конкистадоров, администраторов и чиновников и переселенцев из Испании, составлявших около 5 % населения. Тем не менее, благодаря своему престижу и интенсивным межрасовым контактам (метисация), испанский язык становится основным средством общения для основной массы мексиканцев уже в XVII веке. И всё же, в отличие от США, Мексика никогда не проводила политику геноцида коренного населения. После резкого сокращения численности индейцев от инфекционных болезней, занесённых европейцами, их число стабилизировалось уже в XVII—XVIII веках. В XIX—XX веках число говорящих на индейских языках в Мексике возросло довольно значительно, хотя их доля в населении в целом продолжала сокращаться из-за ещё более быстрого роста количества испаноязычных метисов. Тем не менее, влияние индейских языков, на которых по-прежнему разговаривает 7-10 % мексиканцев, остаётся существенным. Многие мексиканизмы, то есть слова, обороты, фонетические и грамматические явления, характерные для разговорного испанского языка Мексики, объясняются именно влиянием автохтонных языков. Другим немаловажным фактором в формировании и распространении мексиканского испанского явился статус самого города Мехико (бывшего Теночтитлана), который на протяжении трёх веков являлся столицей вице-королевства Новой Испании и одним из наиважнейших городов империи наряду с Манилой и Лимой, откуда управлялись колонии Испании, а также крупнейшим в западном полушарии, куда в XVI—XVII веках прибыло значительное количество людей из Мадрида и Испании. Поэтому, также как и американский английский, мексиканский испанский базируется в основном на соответствующем европейском аналоге языка XVI— XVII веков. Язык собственно Испании продолжал развиваться и дальше, а в Мексике и других странах Латинской Америки он во многом застыл как бы в законсервированном виде после получения государством независимости в начале XIX века и развивался в отрыве от Испании. Подобная ситуация характерна и для многих других вариантов испанского языка, особенно в Чили (см. чилийский испанский) и Аргентине (риоплатский испанский).

## Фонологические особенности
- Сесео: Латинская Америка в целом, Канарские острова и Андалусия по-прежнему не различают s и межзубные z, c (развившиеся в Кастилии), которые все произносятся как /s/. Звук [s] в Мексике ламинодентальный или апикодентальный и идентичен русскому звуку «с», но звук [s] в центре и на севере Испании принял апикально-альвеолярный характер в XIX—XX веках, поэтому для русских и мексиканцев в одинаковой степени звучит как «ш» (неразличение с и ш характерно также для греческого языка).
- Еизмо: В произношении более не различаются y и ll; произносятся как /ʝ/ или русская [Й].
- В отличие от других вариантов испанского, проявляющих тенденцию к вокализации слов по итальянской модели, конечные и интервокальные согласные в Мексике имеют довольно чёткое качество, а гласные, наоборот, редуцируются: произношение ['tRasts] для 'trastes'. Часто это случается при контакте согласного [s] с [e], которая и выпадает. Филолог Бертил Малмберг приводит следующий пример Rafael Lapesa, когда многие люди в просторечии не произносят гласные (Cómo ’stás, 'cómo estás’, nec’sito, ‘necesito’, palabr’s ‘palabras’, much’s gras’s, ‘muchas gracias’).
- В отличие от карибского испанского, конечная [s] (показатель множественного числа и второго лица глаголов) всегда сохраняется.
- Интервокальная d имеет тенденцию к ослаблению, но никогда не редуцируется полностью. Так образом, «amado», «partido», «nada» не становятся «amao», «partío» и «naa» как на Кубе или Венесуэле.
- На большей части территории Мексики смыслоразличительные фонемы [R] и [r] стандартного испанского (особенно конечная -r) часто оглушаются и контраст между ними несколько смазан: ['ka§ta] 'carta' или [a'mo§] 'amor', в то же время в северных штатах разница между /rr/ и /-r/ сохраняется. В некоторых областях полуострова Юкатана, r приобретает даже увулярное качество (как во французском).
- Звук (x) в Мексике представляет собой фрикативную глухую велярную [x], как в ['kaxa] 'caja' (ящик). Этот звук во многом схож с русским «х» и довольно близок аналогичному звуку северной и центральной Испании, но, в отличие от него, не имеет жёстких увулярных призвуков. В Карибском испанском (который оказывает сильное влияние на речь Атлантического побережья Мексики) в связи с общим ослаблением согласных, буква j реализуется как глухой выдох [h], встречающийся в германских языках.
- Внутри испанского языка Мексики, имеющего стандартизированный вариант, существует значительное количество диалектных наречий (особенно в просторечии). Так, сами мексиканцы, как правило, на слух могут отличить речь выходцев из штатов Нуэво-Леон, Синалоа, Юкатан, самого Мехико, Халиско, Чьяпас или Веракрус.

В 1521 году испанские колонизаторы прибыли в Теночтитлан (ныне Мехико), завезя, таким образом, испанский язык на территорию современной Мексики. Однако было необходимо несколько поколений, чтобы зоны приобрели свой личный лингвистический характер. Это произошло лишь через 100 лет. Креольский испанский язык Мексики начинает формироваться, когда рождаются первые дети в Мексике, но их родители всё ещё говорили на европейском испанском языке, поэтому ещё нельзя сказать, что их дети уже говорили на чистом мексиканском испанском языке. При этом данный процесс не был столь стремительным, поскольку языки коренных народов Мексики длительное время были бесписьменными, ими не владело большинство населения, эти языки имели низкий социальный статус, в отличие от Филиппин, где из европейского испанского языка под воздействием тагальского и себуанского языков, остающимися родными для большинства населения, развился креольский язык чавакано, значительно отличающийся от всех остальных диалектов испанского языка.
В Мексике, как впоследствии и во всех остальных странах Латинской Америки, в системе испанского языка происходит ряд изменений: расширяются языковые территории (как это произошло в Испании, когда испанский язык вытеснил другие языки, которые существовали на Пиренейском полуострове), происходят фонологические изменения (по-другому начинает произноситься j, постепенно исчезает звук θ и заменяется на s, происходит фонетическая адаптация слов, заимствованных из индейских языков), и т. д.

### Отличия отевропейского испанского
Одно из первых впечатлений, которое современный мексиканский вариант испанского языка может произвести на наблюдателя — это его «консервативность». В литературных текстах испанских писателей XVI и XVII веков можно найти слова, которые сегодня в Испании являются архаизмами и практически неузнаваемы носителями, либо употребляются крайне редко. В Мексике эти слова продолжают использоваться и не воспринимаются как архаичные. Вот некоторые примеры таких лексических единиц:
| Слово в мексиканском варианте (является архаичным в кастильском варианте) | Эквивалент в кастильском варианте испанского языка | Перевод                    |
| ------------------------------------------------------------------------- | -------------------------------------------------- | -------------------------- |
| Aburrición                                                                | Aburrimiento                                       | Скука, досада              |
| Alzarse                                                                   | Sublevarse                                         | Бунтовать, восставать      |
| Amarrar                                                                   | Atar                                               | Привязывать, соединять     |
| Anafre                                                                    | Hornillo                                           | Переносная печь            |
| Apeñuscarse                                                               | Apiñarse                                           | Толпиться, тесниться       |
| Balde (para agua)                                                         | Cubo                                               | Ведро, бадья               |
| Botar                                                                     | Tirar                                              | Бросать, выбрасывать       |
| Chabacano                                                                 | Albaricoque                                        | Абрикос                    |
| Chapa                                                                     | Cerradura                                          | Замо́к                      |
| Chícharo                                                                  | Guisante                                           | Горох                      |
| Cobija                                                                    | Manta                                              | Одеяло                     |
| Despacio (hablar despacio)                                                | En voz baja                                        | Тихо (говорить тихо)       |
| Dilatar                                                                   | Tardar                                             | Задерживаться, опаздывать  |
| Droga                                                                     | Deuda                                              | Долг                       |
| Durazno                                                                   | Melocotón                                          | Персик                     |
| Ensartar (la aguja)                                                       | Enhebrar                                           | Вдевать нитку (в иголку)   |
| Esculcar                                                                  | Registrar                                          | Искать, шарить (в кармане) |
| Expandir                                                                  | Extender                                           | Расширять, распространять  |
| Frijol                                                                    | Judía, habichuela                                  | Фасоль                     |
| Hambreado                                                                 | Hambriento                                         | Голодный                   |
| Platicar                                                                  | Conversar                                          | Беседовать, вести диалог   |
| Postergar                                                                 | Aplazar, diferir                                   | Откладывать                |
| Prieto                                                                    | Moreno                                             | Смуглый                    |
| Recibirse                                                                 | Graduarse                                          | Получать учёную степень    |
| Renco                                                                     | Cojo                                               | Хромой                     |
| Resfrío                                                                   | Resfriado                                          | Простуда, насморк          |
| Retobado                                                                  | Rezongón                                           | Брюзгливый                 |
| Rezago                                                                    | Atraso                                             | Задержка, опоздание        |
| Zonzo                                                                     | Tonto                                              | Глупый, дурной             |

Это всего лишь небольшое количество слов, используемых в мексиканском варианте испанского языка в настоящее время, и вышедших из употребления на Пиренейском полуострове.
Наличие такого лексического пласта породило среди многих лингвистов ошибочный взгляд на мексиканский вариант испанского языка как на архаичный вариант (Wagner, 1949; Zamora Vicente, 1974; и др.). Однако Морено де Альба по этому поводу пишет:
«Лексика испанского языка — это полная сумма всей лексики всех его диалектов (географических, исторических и социальных). Поэтому проблема так называемых архаизмов должна быть пересмотрена. Конечно же, существуют архаизмы в строгом смысле слова и ими будут такие языковые феномены, которые используются спорадически и исчезли из всего испанского языка, как, например, глагол catar в значении „видеть“ или yantar в значении „есть“. Но есть также бесконечное множество архаизмов в относительном смысле, которые употребляясь в некоторых диалектах, перестали являться нормой в других. Так, слово estafeta может восприниматься как архаизм латиноамериканцами, …, а вокабула prieto будет таковым для испанцев» (Moreno de Alba, 2001:264 — 265).
Таким образом, данные слова являются архаизмами в кастильском варианте испанского языка, тогда как в мексиканском варианте они являются общеупотребительными и не могут расцениваться как архаичные.

### Влияние языков индейцев
Известно, что индейские языки, господствовавшие на территории нынешней Мексики до пришествия испанцев, почти не повлияли на фонологический и грамматический уровень испанского языка Мексики. С другой стороны, все лингвисты признают их влияние на лексический состав языка. Таким образом, в испанском языке Мексики мы можем найти огромное количество индеанизмов, в частности, происходящих из языка науатль. В основном это слова, относящиеся к флоре и фауне. Вот некоторые из них:
| Индеанизмы | Перевод                                                                          |
| ---------- | -------------------------------------------------------------------------------- |
| Aguacate   | Авокадо                                                                          |
| Ahuehuete  | Разновидность дерева большой высоты                                              |
| Cacahuate  | Арахис                                                                           |
| Cacao      | Какао                                                                            |
| Chayote    | Чайот (дерево и плод)                                                            |
| Chile      | Индейский перец                                                                  |
| Copal      | Копал, копаловая камедь, бобовое растение                                        |
| Coyote     | Койот                                                                            |
| Mezcal     | Вид алкогольного напитка                                                         |
| Ocelote    | Оцелот                                                                           |
| Quetzal    | Кетцаль (птица)                                                                  |
| Tomate     | Зелёный помидор (разновидность помидора для готовки, преимущественно для соусов) |
| Zapote     | Сапотливое дерево, ахрас, сапота (плод дерева, род продолговатого яблока)        |

Большое количество индеанизмов, зарегистрированных в общих словарях и в словарях регионализмов, могут навести на мысль, что индейский компонент является самым важным в латиноамериканских национальных вариантах испанского языка. Надо принимать во внимание, что при составлении словарей авторы отталкиваются от письменных источников (хроник, писем, протоколов, мемуаров, документов и т. д.), собирая все найденные автохтонные слова, в том числе и топонимы, антропонимы и этнонимы. Однако все эти столь необходимые данные для проведения диахронических исследований искажают языковую действительность при проведении исследований в синхронном плане, заставляя многих исследователей считать, что все зарегистрированные в словарях индеанизмы активно используются в речи в той или иной стране. Так, Дарио Рубио считал, что такое большое количество науатлизмов в Мексике «вызовет по-настоящему ужасный хаос», который затруднит общение между мексиканцами (Rubio, 1990: XXII). В действительности же, многие слова, зарегистрированные в словарях, могут быть даже неизвестны мексиканцам, либо они могут ими владеть пассивно, то есть знать, но никогда не использовать в речи.
Мексиканский лингвист Лопе Бланш в своей работе «Индейская лексика в испанском языке Мексики» (1969) делит науатлизмы, существующие в мексиканском варианте, на шесть групп. Ниже приведены некоторые примеры:
| Вокабула                                                              | Перевод                                                                            |
| Группа 1. Вокабулы известные абсолютно всем (99-100 % мексиканцев)    | Группа 1. Вокабулы известные абсолютно всем (99-100 % мексиканцев)                 |
| --------------------------------------------------------------------- | ---------------------------------------------------------------------------------- |
| Aguacate                                                              | Авокадо                                                                            |
| Cacahuate                                                             | Арахис                                                                             |
| Cacao                                                                 | Какао                                                                              |
| Coyote                                                                | Койот                                                                              |
| Cuate                                                                 | Друг, приятель                                                                     |
| Chamaco                                                               | Мальчик, ребёнок                                                                   |
| Chapulín                                                              | Кузнечик                                                                           |
| Chicle                                                                | Жвачка                                                                             |
| Chihuahua                                                             | Чихуахуа (порода собак в Мексике)                                                  |
| Chile                                                                 | Разновидность горького перца                                                       |
| Chocolate                                                             | Шоколад                                                                            |
| Ejote                                                                 | Зелёная фасоль                                                                     |
| Elote                                                                 | Кукурузная шелуха                                                                  |
| Escuincle                                                             | Маленький ребёнок                                                                  |
| Guajolote                                                             | Индейка                                                                            |
| Jitomate                                                              | Помидор (красный)                                                                  |
| Hule                                                                  | Прорезиненная ткань                                                                |
| Mecate                                                                | Раскачивать (что-либо)                                                             |
| Milpa                                                                 | Кукурузное поле                                                                    |
| Moyote                                                                | Комар                                                                              |
| Nopal                                                                 | Кактус                                                                             |
| Papalote                                                              | Бумажный змей                                                                      |
| Petaca                                                                | Чехол, упаковка для чемодана                                                       |
| Petatearse                                                            | Умереть, скончаться                                                                |
| Piocha                                                                | Мотыга                                                                             |
| Popote                                                                | Соломинка для питья                                                                |
| Pozole                                                                | Посоле (мексиканский мясной суп)                                                   |
| Tamal                                                                 | Национальное мексиканское блюдо                                                    |
| Tecolote                                                              | Сова                                                                               |
| Tequila                                                               | Текила                                                                             |
| Tlapalería                                                            | Магазин стройматериалов                                                            |
| Tomate                                                                | Зелёный помидор (разновидность помидора для готовки)                               |
| Группа 2. Вокабулы, которые известны почти всем мексиканцам (85-98 %) |                                                                                    |
| Ahuehuete                                                             | Разновидность дерева большой высоты                                                |
| Ajolote                                                               | Мексиканская амфибия                                                               |
| Ayate                                                                 | Айяте (редко волокнистая ткань из агавы)                                           |
| Chamagoso                                                             | Неряха, грязнуля                                                                   |
| Escamoles                                                             | Обжаренные яйца муравьёв (национальное блюдо некоторых штатов Мексики)             |
| Mapache                                                               | Американский барсук                                                                |
| Mezquite                                                              | Род американской акации                                                            |
| Olote                                                                 | Кукурузный початок без зёрен                                                       |
| Piocha                                                                | Козлиная бородка, эспаньолка                                                       |
| Группа 3. Вокабулы, известные половине говорящих (50-85 %)            |                                                                                    |
| Chachalaca                                                            | Мексиканская птица семейства куриных                                               |
| Jicote                                                                | Разновидность осы                                                                  |
| Quetzal                                                               | Кетцаль (птица)                                                                    |
| Tiza                                                                  | Мел                                                                                |
| Tlaco                                                                 | Старинная монета                                                                   |
| Группа 4. Малоизвестные вокабулы (25-50 %)                            |                                                                                    |
| Acocil                                                                | Лангуст размером 3-6 см                                                            |
| Colote                                                                | Хранилище для кукурузы                                                             |
| Achahuisclarse                                                        | Быть поражённым тлёй                                                               |
| Jilotear                                                              | Созревать, наливаться (о кукурузе)                                                 |
| Nauyaca                                                               | Науйяка (ядовитая змея)                                                            |
| Группа 5. Очень малоизвестные вокабулы (2-25 %)                       |                                                                                    |
| Aguate                                                                | Мелкая острая колючка (на стволе кактуса)                                          |
| Ayacahuite                                                            | Сосна (разновидность)                                                              |
| Cuescomate                                                            | Кукурузный амбар                                                                   |
| Juil                                                                  | Карп (разновидность)                                                               |
| Tepeguaje                                                             | Упрямый, настойчивый                                                               |
| Группа 6. Практически неизвестные вокабулы (0-1 %)                    |                                                                                    |
| Cuitla                                                                | Птичий помёт                                                                       |
| Pascle                                                                | Густой мох пепельно-зелёного цвета (используется как праздничное украшение в доме) |
| Pizote                                                                | Одно из млекопитающих животных                                                     |
| Yagual                                                                | Валик (для переноски тяжестей на голове)                                           |
| Zontle                                                                | Сонте (единица счёта кукурузы, фруктов и т. п.)                                    |

Надо отметить, что науатлизмы, являясь важным фактором мексиканского варианта испанского языка, обнаруживает в настоящее время тенденцию к своему исчезновению, обусловленному постоянными изменениями жизни, экономики и образования (Яковлева, 2005:25).
Кроме науатлизмов в мексиканском варианте испанского языка существуют заимствования и из других индейских языков, например, майя. В качестве примеров можно привести такие слова как balac, chich, holoch, pibinal, tuch, xic. Однако заимствования из языка майя в основном присутствуют на юго-востоке страны и являются явлениями диалектными, не входящими в норму всего мексиканского варианта испанского языка, основой которой является культурная речь города Мехико.

### Влияние английского языка
Сосуществуя со словами консервативного характера, в испанском языке Мексики в настоящее время существует большое количество неологизмов, то есть вокабул, которые идут по американскому пути, отличному от европейского.
В частности, в мексиканском варианте мы можем услышать англицизмы, которые не регистрируются словарями, однако доминируют в речи над общеиспанскими словами. Такие англицизмы отсутствуют в других национальных вариантах испанского языка. В качестве примеров можно привести такие слова, как:
| Англицизмы в мексиканском варианте | Эквиваленты англицизмов              | Перевод                            |
| ---------------------------------- | ------------------------------------ | ---------------------------------- |
| Cool                               | Genial, fuerte                       | Крутой (парень)                    |
| Lunch                              | Comida a media mañana                | Ланч                               |
| Office boy                         | Mensajero                            | Посыльный                          |
| Penthouse                          | Último piso de un edificio           | Пентхауз (последний этаж здания)   |
| Porter                             | En el tren, conductor del coche cama | Проводник в спальном вагоне поезда |
| Shorts                             | Pantalón corto                       | Шорты                              |
| Zíper                              | Cremallera                           | Молния (для застёгивания одежды)   |

Многие филологи, писатели и деятели культуры озабочены неоправданным и чрезмерным включением в обиход английской лексики и выступают против его отрицательных последствий, считая данное явление отражением политической, экономической и научно-технической экспансии США и их партнёров, следствием американизации массовой культуры Мексики. Довольно часто можно услышать мнение о том, что обилие англицизмов является одной из отличительных черт испанского языка Мексики (Lopez Rodriguez, 1982). Однако Лопе Бланш в статье «Англицизмы в культурной норме Мексики» утверждает следующее:
«Мексика — страна чрезмерно подверженная заражению английским языком. Являясь соседом с США, она имеет границу с ними, протяжённостью более 2500 км. Она поддерживает тесные экономические отношения со своим могучим соседом. Она принимает ежегодно значительное число американских туристов, а сотни тысяч мексиканцев уезжают временно работать в США. Английский язык наиболее изучаемый иностранный язык в Мексике. … Тем не менее, вполне возможно, что испанский язык Мексики не отличается в этом отношении от других испаноговорящих стран, намного более удалённых географически, исторически и политически от Соединённых Штатов» (Lope Blanch, 1982: 32 — 33).
При исследовании культурной речи Мехико в рамках «Проекта совместных исследований культурной языковой нормы основных городов Латинской Америки и Пиренейского полуострова» общее число зарегистрированных англицизмов составило 170 вокабул, что составляет 4 % от 4452 вопросов применённого тогда вопросника. Однако далеко не все из этих англицизмов употребляются в Мексике с одинаковой частотой.
Лопе Бланш делит англицизмы на 5 групп.
1. Общеупотребительные англицизмы: basquetbol, bateo, beisbol, bikini, boxeo, closet, champú, coctel, cheque, elevador, emergencia, esmoquin, futbol, gol, líder, refrigerador, supermercado и др.
2. Часто употребляемые англицизмы: bar, bermudas, bistec, chequera, jochey, kinder, poncharse, ponchada, shorts и др.
3. Англицизмы средней частоты: barman, manager, porter, túnel, videotape, zípper и др.
4. Малоиспользуемые англицизмы: bilet, blazer, lonch, mofle, ofside, standar, stewardess, stop, tándem и др.
5. Спонтанные англицизмы: bartender, comics, game, gorra de golf, locker, magazine, pull-over, rosbif и др.

Одна треть англицизмов обозначает понятия, связанные со спортом. На втором месте идут слова, связанные с технологией, далее идут вокабулы, относящиеся к одежде и к еде. Однако, несмотря на географическую близость Мексики и США, в испанском языке Мексики отсутствует целый ряд англицизмов, активно используемых в других испаноговорящих странах, в том числе и в Испании. Речь идёт о таких словах, как clown (payaso), bacon (tocino), espíquer (locutor), shut (tiro, disparo), water (excusado), autostop (aventón), aparcar / parquear (estacionar), и др.
Таким образом, мексиканский вариант испанского языка имеет англицизмы. Однако их количество в культурной речи не сильно отличается от других национальных вариантов языка.